# 傷心/ジェームズ・ディーン愛の伝説
傷心/ジェームズ・ディーン愛の伝説（しょうしんジェームズ・ディーンあいのでんせつ 原題:James Dean: Race with Destiny）は1996年製作のアメリカ映画。
日本公開は1997年。

## 概説
1950年代の不世出の伝説の青春スター、ジェームズ・ディーンと悲劇の清純派女優ピア・アンジェリとの恋愛悲話を中心に描く伝記映画。
イタリアの新進女優だったアンジェリと激しく恋に落ちるも、障害があまりにも大き過ぎたため、スターになるにつれて苦悩するディーンを演じるのはキャスパー・ヴァン・ディーン。ディーンが本気で愛してたという女優ピア・アンジェリを演じるのはキャリー・ミッチャム。
本作のヒロイン演じるキャリー・ミッチャムはロバート・ミッチャムの孫娘である。

## スタッフ
- 監督・製作：マーディ・ラスタム
- 脚本：ダン・セフトン
- 撮影：アーヴ・グッドノフ 、 ゲイリー・グレーヴァー
- 音楽：ゴードン・ウォーラー

## キャスト
- キャスパー・ヴァン・ディーン：（ジェームズ・ディーン）
- キャリー・ミッチャム：（ピア・アンジェリ）
- ダイアン・ラッド
- コニー・スティーヴンス
- ロバート・ミッチャム（特別出演）

## 関連映画
- DEAN/ディーン